# Стребков Іван Олексійович
Іван Олексійович Стребков(нар. 28 вересня 1991, c. Підлісся, Тернопільська область, Україна) — український легкоатлет. Спеціалізується в «гладкому» бігу на середні та довгі дистанції. Майстер спорту України. Багаторазовий чемпіон України з бігу на довгі дистанції та кросу. Срібний призер Чемпіонату Європи з кросу серед молоді в командній першості, бронзовий призер Кубка Європи з бігу на 10 000 м (2014). Екс-рекордсмен України серед молоді, з бігу на 3000 м в приміщенні (2013). Рекордсмен Тернопільської області з бігу на 5 000 м, 10 000 м та напівмарафоні. На національних змаганнях представляє Тернопільську область. м. Київ (з 2024 року). Чоловік Наталії Стребкової.

## Життєпис
Іван Олексійович Стребков народився 28 вересня 1991 року в селі Підлісся Бучацького району Тернопільської області, Україна. Мати — лікар-терапевт.
Закінчив Бучацькі ЗОШ № 3 (2008, золота медаль) та музичну школу (клас саксофону). Після цього у 2008 році вступив до ТНЕУ (нині Західноукраїнський національний університет), випускником якого є.

## Спортивна кар'єра
Професійно почав займатися бігом у 10 класі.

### Досягнення
- рекордсмен «Тернопільської озеряни»;
- чемпіон України[2];
- срібний призер Чемпіонату Європи з кросу серед молоді в командній першості (8 км), 4 місце — в особистому заліку (2013) у Белграді;
- бронзовий призер командного ЧЄ-2014 з бігу на 10 000 м у Скоп'є[3];
- чемпіон України 2021 року на дистанції 10 000 м з результатом 28:55:48 хв.[4]

## Захоплення
Хобі — музика. Намагається регулярно відвідувати концерти симфонічного оркестру філармонії та вистави театру.

## Сім'я
Дружина — легкоатлетка Наталія Стребкова, рекордсменка України з бігу на 3 000 м з перешкодами.